# Nothing Really Matters
"Nothing Really Matters" là một bài hát của ca sĩ người Mỹ Madonna nằm trong album phòng thu thứ 7 của cô, Ray of Light (1998). Đây là một bản dance và house với sự kết hợp cùng nhạc techno, do Madonna và Patrick Leonard sáng tác, trong khi nữ ca sĩ và William Orbit thực hiện phần sản xuất với sự tham gia hỗ trợ sản xuất Marius De Vries. Nó được phát hành như là đĩa đơn thứ 5 và cũng là cuối cùng trích từ album, phát hành ngày 2 tháng 3 năm 1999 bởi Maverick Records và Warner Bros. Records.
"Nothing Really Matters" nhận được những phản ứng tích cực từ các nhà phê bình âm nhạc, trong đó họ đánh giá cao nội dung và ca từ của bài hát. Nhiều nhà phê bình tin rằng nó là một trong những thử nghiệm mang tính cá nhân nhất của nữ ca sĩ. Tuy nhiên, một số người cảm thấy rằng bài hát khá mờ nhạt so với phần còn lại của Ray of Light. Tại Hoa Kỳ, đây là bài hát có thứ hạng thấp nhất của Madonna trên bảng xếp hạng Billboard Hot 100, khi vươn đến vị trí thứ 93, mà nguyên nhân được cho là bởi sự thiếu quảng bá trên sóng phát thanh, cũng như hạn chế giới hạn doanh số bán hàng. Nó đã dẫn đến nhiều cuộc biểu tình của người hâm mộ Madonna về vấn đề này. Mặc dù vậy, nó đạt vị trí quán quân tại Tây Ban Nha, và lọt vào top ten tại các nước như Canada, Phần Lan, Ý, New Zealand, và Vương quốc Anh.
Video ca nhạc của "Nothing Really Matters" do Johan Renck làm đạo diễn, và phát hành vào ngày 13 tháng 2 năm 1999. Lấy cảm hứng từ cuốn tiểu thuyết của Arthur Golden Hồi ức của một geisha (1997), Madonna hoá thân thành một geisha và nhảy múa trong một căn phòng nhỏ. Bộ Kimono màu đỏ trong video, được thiết kế bởi nhà thiết kế thời trang Pháp Jean Paul Gaultier, đã được sử dụng lại trong chuyến lưu diễn Drowned World Tour của cô và màn trình diễn bài hát tại giải Grammy lần thứ 41. Nó được liệt kê như là một trong những bài hát hay nhất về mặt nghệ thuật trong các ấn phẩm âm nhạc của Madonna. Phần trang phục và video ca nhạc đã được trích dẫn bởi một số ấn phẩm và các nhà phê bình âm nhạc như là một trong những biểu tượng nổi tiếng nhất của cô.

## Danh sách track và định dạng
| - Đĩa 7" 1. "Nothing Really Matters" (Album) – 4:27 2. "To Have and Not to Hold" – 5:23 - Đĩa đơn cassette 1. "Nothing Really Matters" (Album) – 4:27 2. "Nothing Really Matters" (Club 69 Radio Mix) – 3:45 - Đĩa 12" tại châu Âu 1. "Nothing Really Matters" (Club 69 Vocal Club Mix) – 7:51 2. "Nothing Really Matters" (Album) – 4:27 3. "Nothing Really Matters" (Club 69 Future Mix) – 8:19 4. "Nothing Really Matters" (Club 69 Radio Mix) – 3:45 5. "Nothing Really Matters" (Club 69 Phunk Mix) – 8:00 6. "Nothing Really Matters" (Vikram Radio Remix) – 7:43 7. "Nothing Really Matters" (Club 69 Future Dub) – 5:48 8. "Nothing Really Matters" (Kruder & Dorfmeister Remix) – 11:10 | - Đĩa đơn CD #1 1. "Nothing Really Matters" (Album) – 4:27 2. "Nothing Really Matters" (Club 69 Radio Mix) – 3:45 3. "Nothing Really Matters" (Kruder & Dorfmeister Remix) – 11:10 - Đĩa đơn CD #2 1. "Nothing Really Matters" (Club 69 Radio Mix) – 3:45 2. "Nothing Really Matters" (Club 69 Future Mix) – 8:19 3. "Nothing Really Matters" (Club 69 Future Dub) – 5:48 - Đĩa CD Maxi 1. "Nothing Really Matters" (Album) – 4:27 2. "Nothing Really Matters" (Club 69 Vocal Club Mix) – 7:51 3. "Nothing Really Matters" (Club 69 Radio Mix) – 3:45 4. "Nothing Really Matters" (Kruder & Dorfmeister Remix) – 11:10 |

## Xếp hạng và chứng nhận
| Bảng xếp hạng (1999)                            | Vị trí cao nhất |
| ----------------------------------------------- | --------------- |
| Úc (ARIA)                                       | 15              |
| Áo (Ö3 Austria Top 40)                          | 29              |
| Bỉ (Ultratop 50 Flanders)                       | 43              |
| Bỉ (Ultratop 50 Wallonia)                       | 39              |
| Canada Top Singles (RPM)                        | 6               |
| Phần Lan (Suomen virallinen lista)              | 6               |
| Pháp (SNEP)                                     | 48              |
| Trường songid là BẮT BUỘC CHO BẢNG XẾP HẠNG ĐỨC | 38              |
| Ireland (IRMA)                                  | 28              |
| Italy (FIMI)                                    | 7               |
| Hà Lan (Single Top 100)                         | 34              |
| New Zealand (Recorded Music NZ)                 | 7               |
| Scotland (OCC)                                  | 9               |
| Spain (PROMUSICAE)                              | 1               |
| Thụy Điển (Sverigetopplistan)                   | 41              |
| Thụy Sĩ (Schweizer Hitparade)                   | 26              |
| Anh Quốc (OCC)                                  | 7               |
| Hoa Kỳ Billboard Hot 100                        | 93              |
| Hoa Kỳ Dance Club Songs (Billboard)             | 1               |
| Hoa Kỳ Pop Airplay (Billboard)                  | 25              |

| Quốc gia                                                                           | Chứng nhận | Số đơn vị/doanh số chứng nhận |
| ---------------------------------------------------------------------------------- | ---------- | ----------------------------- |
| Anh Quốc (BPI)                                                                     | Bạc        | 200.000^                      |
| * Chứng nhận dựa theo doanh số tiêu thụ. ^ Chứng nhận dựa theo doanh số nhập hàng. |            |                               |